# Сантьяго Кастро
Сантьяго Томас Кастро (ісп. Santiago Tomás Castro, нар. 18 вересня 2004, Буенос-Айрес, Аргентина) — аргентинський футболіст, нападник італійського клубу «Болонья» та олімпійської збірної Аргентини.

## Ігрова кар'єра

### Клубна
Сантьяго Кастро народився у Буенос-Айресі і є вихованцем столичного клубу «Велес Сарсфілд». 3 серпні 2021 року футболіст дебютував в основі клуба у матчі чемпіонату Аргентини. У березні 2023 року Кастро продовжив контракт з клубом до грудня 2025 року.
У січні 2024 року Кастро приєднався до італійського клубу «Болонья» і 9 березня зіграв першу в новій команді.

### Збірна
Сантьяго Кастро виступав за молодіжну збірну Аргентини. Також провів кілька матчів у складі олімпійської збірної Аргентини.

## Титули і досягнення
- Володар Кубка Італії (1):

«Болонья»: 2024-25